# Amylograf

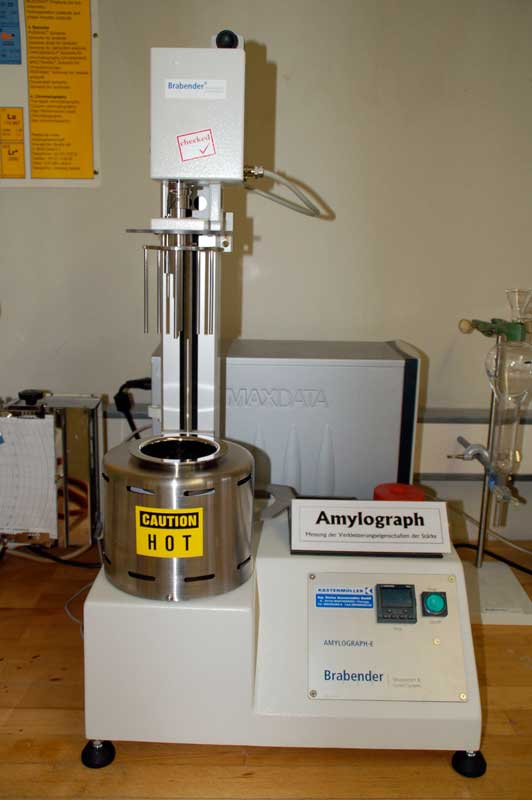
Amylograf

Amylograf – (grek. amylum – krochmal + -graf), aparat służący do pomiaru wartości wypiekowej mąki żytniej, oraz do pomiaru zdolności skrobi do kleikowania.